# Тибетска газела
Тибетската газела (Procapra picticaudata) е вид бозайник от семейство Кухороги (Bovidae). Видът е почти застрашен от изчезване.

## Разпространение и местообитание
Разпространен е в Индия (Джаму и Кашмир и Сиким) и Китай (Синдзян, Тибет и Цинхай).
Обитава влажни места, хълмове, поляни, ливади, пасища, степи и плата.

## Описание
На дължина достигат до 98 cm, а теглото им е около 23,2 kg.
Популацията на вида е намаляваща.